# Alfa Reticuli
Alfa Reticuli (α Ret / HD 27256 / HR 1336) es una estrella de magnitud aparente +3,34, la más brillante en la constelación de Reticulum. Sólo visible al sur del trópico de Cáncer, no tiene nombre tradicional. Se encuentra a 163 años luz de distancia del sistema solar.
Alfa Reticuli es una gigante luminosa amarilla de tipo espectral G8II-III con una temperatura superficial de 4940 K. 237 veces más luminosa que el Sol, tiene un radio 21 veces más grande que el radio solar.
Emite rayos X, lo que indica cierta actividad magnética, inducida probablemente por la rotación estelar.
Su masa —estimada mediante la teoría de estructura estelar a partir de su temperatura y luminosidad— es 3,5 veces mayor que la del Sol. En su interior se produce la transformación del helio en carbono y oxígeno; una vez consumido todo el helio, aumentará su brillo de forma espectacular antes de liberarse de sus capas exteriores para formar una enana blanca.
Visualmente a 48 segundos de arco, se observa una tenue enana roja de tipo M0 y magnitud 12. Comparte movimiento propio con la gigante amarilla, por lo que existe una relación real entre ambas estrellas. La separación entre ellas es de al menos 2450 UA, implicando un período orbital igual o mayor a 60.000 años.